# Campeonato de Armenia de ajedrez
Esta es una lista de los campeones de Armenia de ajedrez, que incluye los campeonatos de Armenia celebrados tanto en la República Socialista de Armenia como desde la disolución de la Unión Soviética e independencia de Armenia. El último campeón de la URSS de ajedrez fue un armenio, Artashes Minasian en 1991.

## Tabla del Campeonato de Armenia individual absoluto[1]y femenino
| Edición | Año  | Campeón                                       |  | Ed. | Campeona                               |
| ------- | ---- | --------------------------------------------- |  | --- | -------------------------------------- |
| I       | 1934 | Genrikh Gasparyan                             |  | 1   | Sirush Makints Margarita Mirza-Avagian |
| II      | 1938 | Genrikh Gasparyan Alejandr Dolujanian         |  |     |                                        |
| III     | 1939 | Aleksandr Dolujanian                          |  | 2   | Lusik Kalashian                        |
| IV      | 1941 | Loris Kalashian Vazgen Karapetian             |  | 3   | Silva Karapetian                       |
| V       | 1945 | Aleksandr Kalantar                            |  |     |                                        |
| VI      | 1946 | Tigran Petrosian                              |  |     |                                        |
| VII     | 1947 | Tigran Petrosian Genrikh Gasparyan            |  |     |                                        |
| VIII    | 1948 | Tigran Petrosian Genrikh Gasparyan            |  |     |                                        |
| IX      | 1949 | Genrikh Gasparyan                             |  | 4   | Alis Aslanyan                          |
| X       | 1950 | Genrikh Gasparyan                             |  | 5   | Rima Manukian                          |
| XI      | 1951 | Genrikh Gasparyan                             |  | 6   | Marieta Melik-Pashain                  |
| XII     | 1952 | Vladímir Goldin                               |  | 7   | Marieta Melik-Pashain                  |
| XIII    | 1953 | Artsrun Sargsian                              |  | 8   | Nefelina Marjanian                     |
| XIV     | 1954 | Genrikh Gasparyan                             |  | 9   | Nefelina Marjanian                     |
| XV      | 1955 | Genrikh Gasparyan                             |  | 10  | Rima Manukian                          |
| XVI     | 1956 | Genrikh Gasparyan                             |  | 11  | Marlena Vardanian                      |
| XVII    | 1957 | Nikolái Miasnikov                             |  | 12  | Galina Lyapunova                       |
| XVIII   | 1958 | Eduard Mnatsakanian                           |  | 13  | Galina Lyapunova                       |
| XIX     | 1959 | Eduard Mnatsakanian                           |  | 14  | Galina Lyapunova                       |
| XX      | 1960 | Eduard Mnatsakanian                           |  | 15  | Galina Lyapunova                       |
| XXI     | 1961 | Vanik Zakarian Artsrun Sargsian               |  | 16  | Galina Lyapunova                       |
| XXII    | 1962 | Eduard Mnatsakanian                           |  | 17  | Marlena Vardanian                      |
| XXIII   | 1963 | Adolph Demirkhanian                           |  | 18  | Venera Boiakhchian                     |
| XXIV    | 1964 | Levon Grigorian                               |  | 19  | Marlena Vardanian Tamara Boiakhchian   |
| XXV     | 1965 | Adolph Demirkhanian                           |  | 20  | Tamara Boiakhchian Venera Boiakhchian  |
| XXVI    | 1966 | Levon Grigorian                               |  | 21  | Tamara Boiakhchian                     |
| XXVII   | 1967 | Eduard Mnatsakanian                           |  | 22  | Armenuhi Mehrabian                     |
| XXVIII  | 1968 | Levon Grigorian                               |  | 23  | Tamara Boiakhchian Venera Boiakhchian  |
| XXIX    | 1969 | Levon Grigorian                               |  | 24  | Tamara Boiakhchian                     |
| XXX     | 1970 | Karen Grigorian                               |  | 25  | Naira Agababen                         |
| XXXI    | 1971 | Levon Grigorian                               |  | 26  | Tamara Boiakhchian                     |
| XXXII   | 1972 | Levon Grigorian Karen Grigorian               |  | 27  | Tamara Boiakhchian Anna Hakobian       |
| XXXII   | 1973 | Albert Arutiunov                              |  | 28  | Vera Ghazarian                         |
| XXXIV   | 1974 | Arshak Petrosian                              |  | 29  | Vera Ghazarian                         |
| XXXV    | 1975 | Vahagn Voskanian                              |  | 30  | Erna Khalafian                         |
| XXXVI   | 1976 | Arshak Petrosian Vanik Zakarian Gagik Akopian |  | 31  | Anna Hakobian                          |
| XXXVII  | 1977 | Albert Arutiunov                              |  | 32  | Hasmik Babaian                         |
| XXXVIII | 1978 | Smbat Lputian                                 |  | 33  | Anna Hakobian                          |
| XXXIX   | 1979 | Slavik Movsisian                              |  | 34  | Erna Khalafian                         |
| XL      | 1980 | Smbat Lputian                                 |  | 35  | Meri Mangrian                          |
| XLI     | 1981 | Vladímir Shaboian                             |  | 36  | Erna Khalafian                         |
| XLII    | 1982 | Hrachek Tavadian                              |  | 37  | Meri Mangrian                          |
| XLIII   | 1983 | Ashot Anastasian                              |  | 38  | Erna Khalafian                         |
| XLIV    | 1984 | Vladímir Shaboian                             |  | 39  | Ludmila Aslanian                       |
| XLV     | 1985 | Ashot Anastasian                              |  | 40  | Nune Abrahamian                        |
| XLVI    | 1986 | Ashot Anastasian                              |  | 41  | Ludmila Aslanian                       |
| XLVII   | 1987 | Ashot Anastasian                              |  | 42  | Ludmila Aslanian                       |
| XLVIII  | 1988 | Ashot Anastasian                              |  | 43  | Erna Khalafian                         |
| XLIX    | 1989 | Armen Ambarcumian                             |  | 44  | Erna Khalafian                         |
| L       | 1990 | Artashes Minasian                             |  | 45  | Erna Khalafian                         |
| LI      | 1991 | Sergey Galdunts                               |  | 46  | Ludmila Aslanian                       |
| LII     | 1992 | Ashot Anastasian Artashes Minasian            |  | 47  | Ludmila Aslanian                       |
| LIII    | 1993 | Artashes Minasian                             |  | 48  | Elina Danielian                        |
| LIV     | 1994 | Ashot Anastasian                              |  | 49  | Elina Danielian                        |
| LV      | 1995 | Artashes Minasian                             |  | 50  | Lilit Mkrtchian                        |
| LVI     | 1996 | Vladímir Akopián                              |  | 51  | Gohar Hlghatian                        |
| LVII    | 1997 | Vladímir Akopián                              |  | 52  | Gohar Hlghatian                        |
| LVIII   | 1998 | Smbat Lputian                                 |  | 53  | Lilit Mkrtchian                        |
| LVIX    | 1999 | Karen Asrian                                  |  | 54  | Elina Danielian                        |
| LX      | 2000 | Gabriel Sargissian                            |  | 55  | Lilit Mkrtchian                        |
| LXI     | 2001 | Smbat Lputian                                 |  | 56  | Gohar Hlghatian                        |
| LXII    | 2002 | Levon Aronian                                 |  | 57  | Elina Danielian                        |
| LXIII   | 2003 | Gabriel Sargissian                            |  | 58  | Elina Danielian                        |
| LXIV    | 2004 | Artashes Minasian                             |  | 59  | Elina Danielian                        |
| LXV     | 2005 | Ashot Anastasian                              |  | 60  | Lilit Mkrtchian                        |
| LXVI    | 2006 | Artashes Minasian                             |  | 61  | Siranush Andriasian                    |
| LXVII   | 2007 | Karen Asrian                                  |  | 62  | Siranush Andriasian                    |
| LXVIII  | 2008 | Karen Asrian                                  |  | 63  | Lilit Galojan                          |
| LXIX    | 2009 | Pashikian Arman                               |  | 64  | Lilit Galojan                          |
| LXX     | 2010 | Avetik Grigorian                              |  | 65  | Anahit Kharatyan                       |
| LXXI    | 2011 | Hovhannisyan Robert                           |  | 66  | Siranush Andriasian                    |
| LXXII   | 2012 | Petrosian Tigran L                            |  | 67  | Maria Kursova                          |
| LXXIII  | 2013 | Tigran Petrosian                              |  | 68  | Anna Hairapetian                       |
| LXXIV   | 2014 | Tigran Kootanjan                              |  | 69  | Shushanna Sargsyan                     |
| LXXV    | 2015 | Karen Grigoryan                               |  | 70  | Susanna Gaboyan                        |
| LXXVI   | 2016 | Zaven Andriasian                              |  | 71  | Maria Gevorgyan                        |
| LXXVII  | 2017 | Hovhannes Gabuzyan                            |  | 72  | Maria Gevorgyan                        |
| LXXVIII | 2018 | Haik Martirosyan                              |  | 73  | Maria Kursova                          |
| LXXIX   | 2019 | Arman Poshikian                               |  | 74  | Maria Gevorgyan                        |
| LXXX    | 2020 | Samvel Ter-Sahakyan                           |  | 75  | Maria Gevorgyan                        |
| LXXXI   | 2021 | Hovhannes Gabuzyan                            |  | 76  | Susanna Gaboyan                        |
| LXXXII  | 2022 | Manuel Petrosyan                              |  | 77  | Mariam Mkrtchyan                       |
| LXXXIII | 2023 | Samvel Ter-Sahakyan                           |  | 78  | Maria Gevorgyan                        |
| LXXXIV  | 2024 | Robert Howhannisjan                           |  | 79  | Susanna Gaboyan                        |